# Elecciones a la Asamblea Constitucional de Cuba de 1939

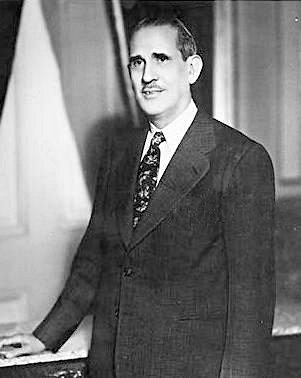
Imagen del presidente Ramón Grau en 1933.

Elecciones a la Asamblea Constitucional tuvieron lugar en Cuba el 15 de noviembre de 1939. El resultado fue una victoria para el frente opositor, el cual ganó 41 de 76 escaños.

## Resultados
| Alianza               | Partido                         | Votos     | %    | Escaños |
| --------------------- | ------------------------------- | --------- | ---- | ------- |
| Frente de oposición   | Partido Auténtico               | 225 223   | 20,7 | 18      |
| Frente de oposición   | Partido Democrático Republicano | 170 681   | 15,7 | 15      |
| Frente de oposición   | Acción Republicana              | 80 168    | 0,7  | 4       |
| Frente de oposición   | ABC                             | 65 842    | 6,0  | 4       |
| Frente de oposición   | Partido Nacional Agrario        | 9 359     | 0,9  | 0       |
| Frente de oposición   | Total                           | 551 273   | 50,6 | 41      |
| Frente de gobierno    | PUN                             | 182 246   | 16,8 | 16      |
| Frente de gobierno    | PUN                             | 132 189   | 12,1 | 9       |
| Frente de gobierno    | Partido Socialista Popular      | 97 944    | 9,0  | 6       |
| Frente de gobierno    | Asociación Nacional Democrática | 77 527    | 7,1  | 3       |
| Frente de gobierno    | Partido Nacional Revolucionario | 37 933    | 3,5  | 1       |
| Frente de gobierno    | Partido Popular Cubano          | 10 251    | 1,0  | 0       |
| Frente de gobierno    | Total                           | 538 090   | 49,4 | 35      |
| Votos en blanco/nulos | Votos en blanco/nulos           |           | -    | -       |
| Total                 | Total                           | 1 089 363 | 100  | 76      |
| Fuente: Nohlen        |                                 |           |      |         |